# Động vật chuyên ăn cỏ

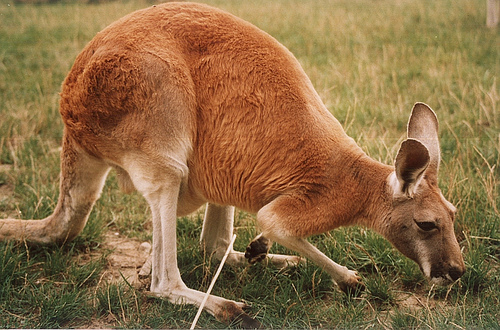
Một con chuột túi đỏ đang ăn cỏ

Động vật chuyên ăn cỏ (tiếng Anh: graminivore), hay còn gọi là động vật ăn chay, là các loài động vật ăn cỏ (ăn thực vật) có chế độ ăn chủ yếu là cỏ, mà cụ thể là các loài cỏ "thực thụ" thuộc họ Poaceae. Từ này có nguồn gốc từ Latin là: graminis có nghĩa là "cỏ", và vorare, có nghĩa là "ăn" (có nghĩa là chỉ ăn cỏ). Graminivory được biểu hiện ra bên ngoài là một hình thức gặm cỏ.
Các loài điển hình cho động vật ăn cỏ bắt buộc là Ngựa, bò, Capybara, hà mã, châu chấu, ngỗng, và gấu trúc lớn là những ví dụ về ăn những cây loại hòa thảo. Một số động vật ăn thịt như chó và mèo, hổ được biết là thỉnh thoảng cũng có ăn cỏ nhưng đây là một hình thức của động vật tự chữa bệnh. Các con gia súc nhất là bò và ngựa hầu hết chỉ chấp nhận thực đơn phải có món cỏ (trâu, bò, ngựa phải ăn cỏ hoặc rơm rạ) mà không chấp nhận các loại thức ăn tổng hợp như cám, bột giống như lợn hay các gia súc khác do đó về cơ bản việc chăn nuôi bò, nuôi ngựa có yêu cầu cao hơn là phải thường xuyên cắt cỏ tươi về cho chúng ăn để vỗ béo chúng và phải chủ động được nguồn cỏ tươi cho chúng.